# Old Point Comfort
Old Point Comfort è una zona di terreno sita vicino alla città di Hampton sull'estrema punta della Virginia Peninsula all'imboccatura di Hampton Roads negli Stati Uniti.
Secondo un insieme di dati e leggende, il nome deriverebbe da un incidente occorso all'arrivo dei coloni inglesi nel 1607. La nave ammiraglia del capitano Christopher Newport, Susan Constant, gettò le ancore nelle sue vicinanze il 28 aprile 1607. L'equipaggio "remò verso un punto dove trovarono un canale che li mise in condizioni di sicurezza." Essi chiamarono quel luogo Cape Comfort, ora noto come Old Point Comfort da non confondere con New Point Comfort, sito a 34 km all'interno della Chesapeake Bay.
Per gran parte del XIX e del XX secolo, Old Point Comfort fu un luogo di villeggiatura estivo ed invernale nel comprensorio della città di Phoebus nella Contea di Elizabeth City, finché i cittadini non votarono per unirsi alla città di Hampton nel 1952. Old Point Comfort è il luogo in cui sorgeva lo storico Fort Monroe.